# Tetrastichus rotundus
Tetrastichus rotundus är en stekelart som beskrevs av Vittorio Luigi Delucchi 1962. Tetrastichus rotundus ingår i släktet Tetrastichus och familjen finglanssteklar.
Artens utbredningsområde är Tanzania. Inga underarter finns listade i Catalogue of Life.